# ويل روجرز (سياسي)
ويل روجرز (بالإنجليزية: Will Rogers)‏ هو سياسي أمريكي، ولد في 12 ديسمبر 1898 في الولايات المتحدة، وتوفي في 3 أغسطس 1983 في فولز تشيرش في الولايات المتحدة. حزبياً، نشط في الحزب الديمقراطي. وقد انتخب عضو مجلس النواب الأمريكي.